# KBFI (Mittelwellensender)
Koordinaten: 48° 41′ 20″ N, 116° 20′ 4″ W
KBFI oder KBFI-AM (Branding: „News Talk Sports 1450“) ist ein US-amerikanischer Hörfunksender aus Bonners Ferry im US-Bundesstaat Idaho. KBFI sendet im Talkradio-Format auf der Mittelwellen-Frequenz 1450 kHz. Eigentümer und Betreiber ist die Radio Bonners Ferry, Inc.